# 维尔达尔彭
维尔达尔彭是奥地利施蒂利亚州利岑县的一个市镇。总面积203.08平方公里，总人口578人，人口密度2.8人/平方公里（2005年）。